# 拉乌尔·塞德拉斯
拉乌尔·塞德拉斯（Raoul Cédras，1949年7月9日—），海地前军方领导人，准将，1991年9月29日发动政变推翻民选总统让-贝特朗·阿里斯蒂德，后在联合国授权美国干涉下于1994年被迫放弃权力，流亡巴拿马。